# Plech
Plech (ostfränkisch „Blech“, in Bezug auf die Produktion von Blech abgeleitet von mittelhochdeutsch blëch für „Metallplättchen“) ist ein Markt im Landkreis Bayreuth (Regierungsbezirk Oberfranken). Die Gemeinde ist Mitglied der Verwaltungsgemeinschaft Betzenstein.

## Geografie

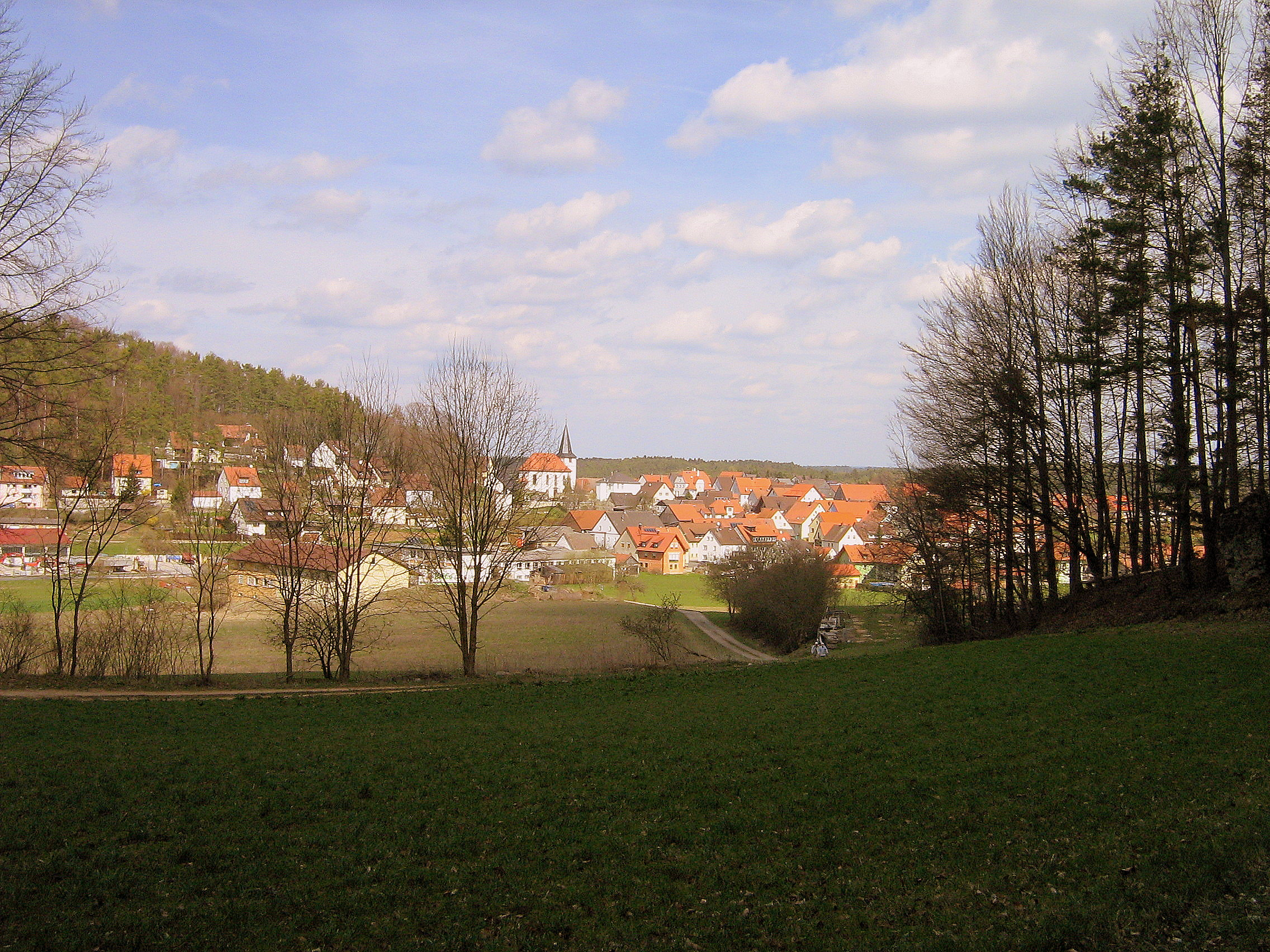
Plech von der Plecher Wand aus gesehen

### Geografische Lage
Der Markt Plech liegt südlich von Pegnitz am Südrand des Naturparks Fränkische Schweiz.

### Gemeindegliederung
Es gibt 6 Gemeindeteile (in Klammern ist der Siedlungstyp angegeben):
- Bernheck (Kirchdorf)
- Fallmeisterei (Einöde)
- Ottenhof (Dorf)
- Plech (Hauptort)
- Schönthal (Einöde)
- Strüthof (Einöde)

Es gibt auf dem Gemeindegebiet die Gemarkungen Ottenhof und Plech. Die Gemarkung Plech hat eine Fläche von 6,051 km². Sie ist in 1634 Flurstücke aufgeteilt, die eine durchschnittliche Flurstücksfläche von 3703,02 m² haben. In ihr liegen neben dem namensgebenden Ort die Gemeindeteile Fallmeisterei und Schönthal.

### Nachbargemeinden
Nachbargemeinden sind (von Norden beginnend im Uhrzeigersinn): Velden und Betzenstein.

## Geschichte

### Bis zur Gemeindegründung
Die erste urkundliche Erwähnung war 1119 anlässlich der Gründung des Klosters Michelfeld. Hier wird im 13. und 14. Jahrhundert ein Eisenhammer genannt. „Die Ortschaft Plech (1118 Bloege) hatte z. B. Entstehung und Weiterkommen ihrem Gewerbe, der Produktion von Blechen zu verdanken.“ Im Jahre 1270 mussten die „Feuer“ zu Plech und Auerbach den dritten Teil des Hüttenzinses an den Herzog, 2/3 an den Bischof von Bamberg abführen.
Bereits im Jahr 1329 wurde der Ort als Markt bezeichnet. Von 1355 bis 1402 stand Plech unter der Herrschaft Böhmens. Das Amt des seit 1792 preußischen Fürstentums Bayreuth lag ab 1500 im Fränkischen Reichskreis. Es fiel mit diesem im Frieden von Tilsit 1807 an Frankreich und kam 1810 zu Bayern. Plech besaß das Marktrecht mit wichtigen Eigenrechten. Im Zuge der Verwaltungsreformen in Bayern entstand mit dem Gemeindeedikt von 1818 die heutige Gemeinde.

### Eingemeindungen
Im Zuge der Gebietsreform in Bayern wurde am 1. Januar 1972 die Gemeinde Ottenhof eingegliedert.

### Einwohnerentwicklung
Im Zeitraum von 1988 bis 2018 wuchs der Markt von 1181 auf 1331 um 150 Einwohner bzw. um 12,7 %.
| Jahr | Einwohner |
| ---- | --------- |
| 1961 | 1076      |
| 1970 | 1141      |
| 1987 | 1191      |
| 1991 | 1203      |
| 1995 | 1272      |
| 2000 | 1285      |
| 2005 | 1317      |
| 2010 | 1314      |
| 2015 | 1303      |
| 2019 | 1331      |

## Religion
65 % der Einwohner von Plech sind evangelisch, 23 % katholisch. Die Evangelisch-Lutherische Kirchengemeinde Plech mit der Markgrafenkirche St. Susannae gehört zum Dekanat Pegnitz im Kirchenkreis Bayreuth der Evangelisch-Lutherischen Kirche in Bayern. Die katholische Kirche St. Sebastian in Bernheck gehört zur Pfarrei St. Peter und Paul mit Sitz in Neuhaus an der Pegnitz, Erzbistum Bamberg.

## Politik

### Bürgermeister
Erster Bürgermeister ist Karlheinz Escher (Überparteiliche Wählergruppe). Dieser wurde im Jahr 2002 Nachfolger von Alois Kreuzer (Überparteiliche Wählergruppe), der im Jahr 2022 im Alter von 90 Jahren verstorben ist.

### Gemeinderat
Die Kommunalwahlen seit 2002 führten zu den folgenden Sitzverteilungen im Gemeinderat:
| Partei/Liste                 | 2002   | 2008   | 2014 | 2020 |
| ---------------------------- | ------ | ------ | ---- | ---- |
| Überparteiliche Wählergruppe | 07     | 06     | 05   | 04   |
| CSU                          | 0n. a. | 0n. a. | 02   | 02   |
| SPD                          | 01     | 01     | 01   | 02   |
| Wählervereinigung Ottenhof   | 02     | 03     | 02   | 02   |
| Wählergemeinschaft Bernheck  | 02     | 02     | 02   | 02   |
| Gesamt                       | 12     | 12     | 12   | 12   |

### Wappen
| Wappen von Plech | Blasonierung: „In Rot ein doppelschwänziger silberner Löwe, in der Mitte überdeckt mit einem goldenen Balken.“ |
| Wappen von Plech | Wappenbegründung: Plech war von 1353 bis 1402 unter böhmischer Herrschaft, deshalb ist der böhmische Löwe im Schild. Trotz neuerer Erkenntnisse hat sich die Gemeinde für die Beibehaltung des älteren Wappens entschieden. Wappenführung seit dem 15. Jahrhundert |

## Kultur und Sehenswürdigkeiten

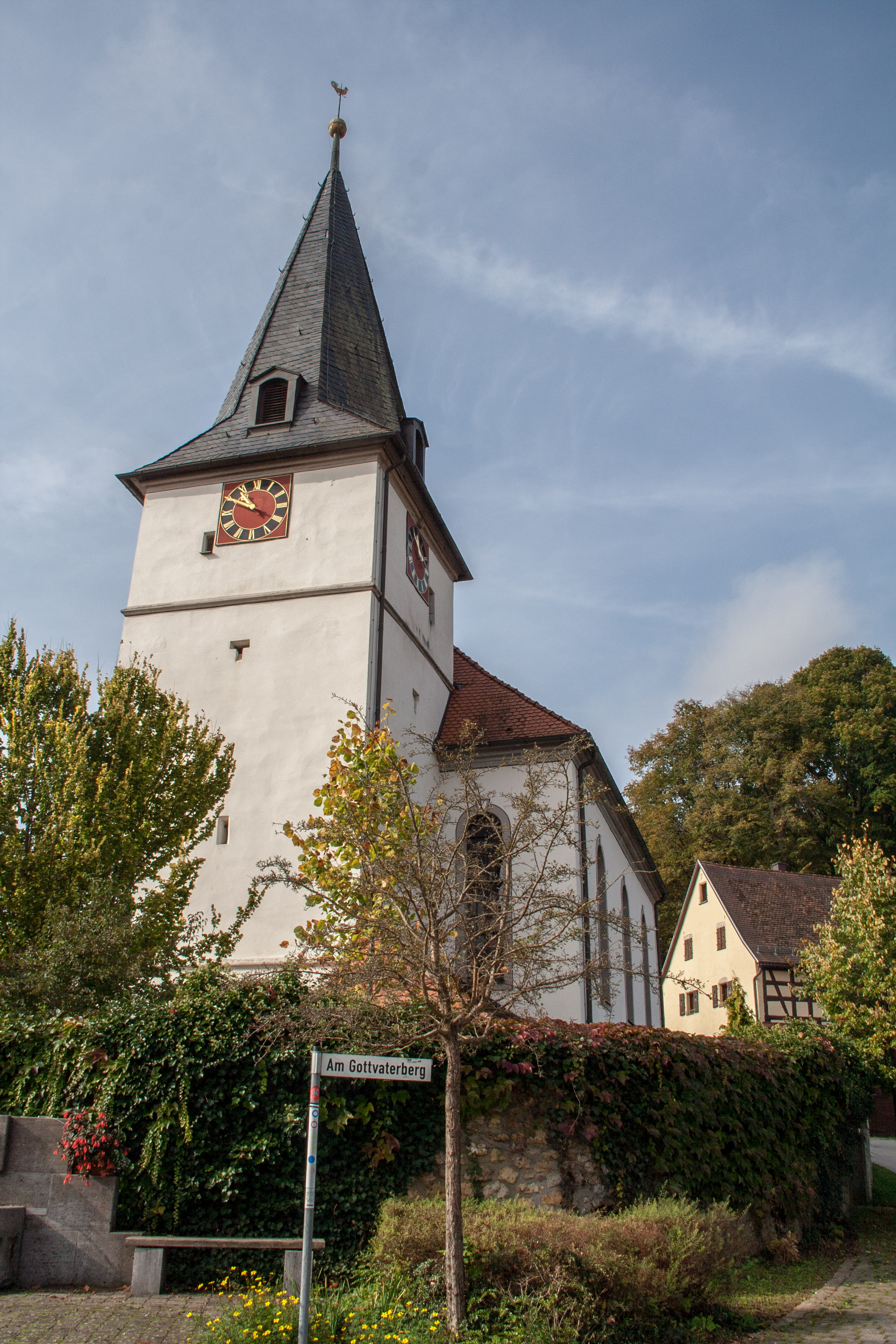
Pfarrkirche Sankt Susannae

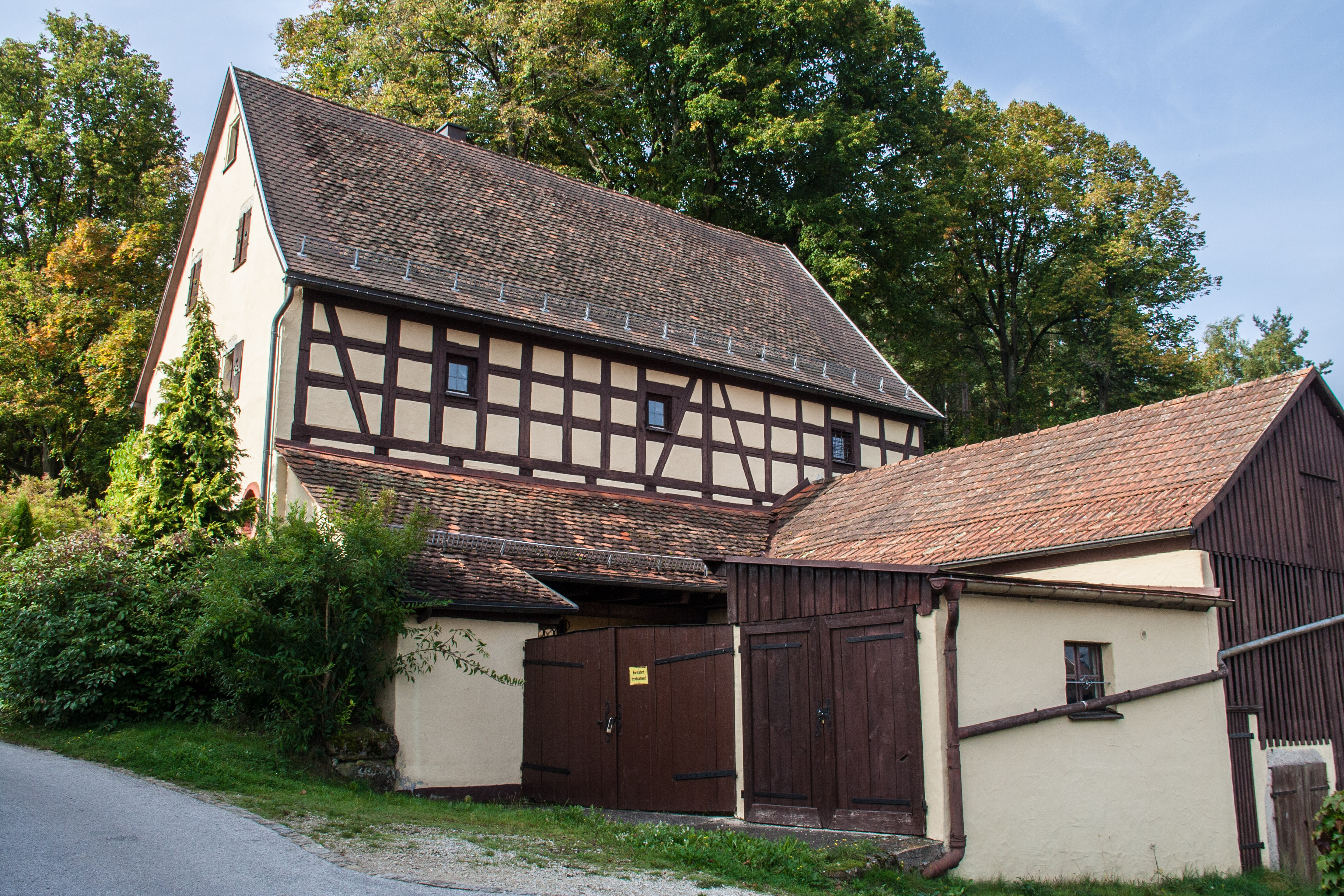
Ehemalige Scheune

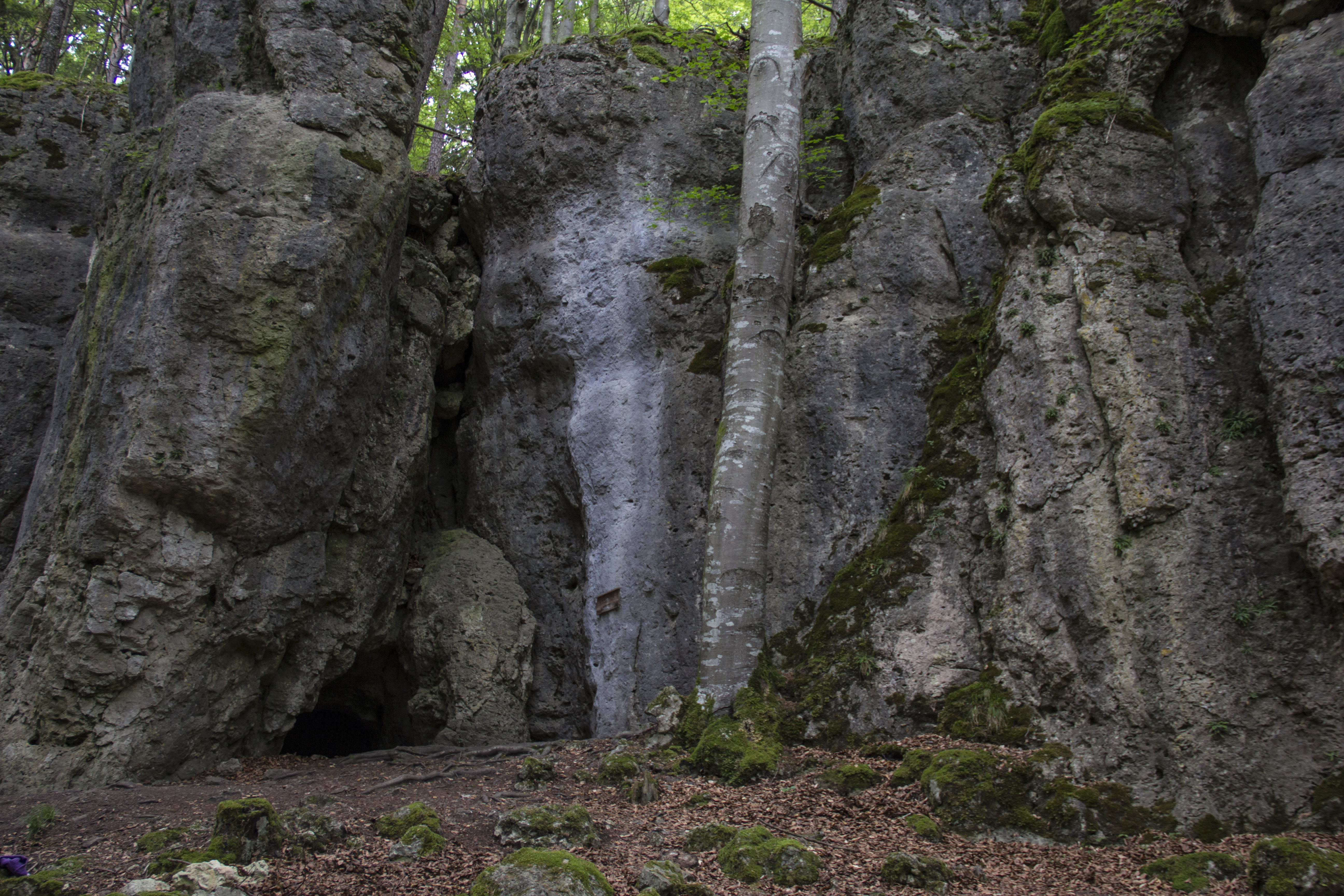
Saalburg mit Grotte

### Natur
Rund um Plech befinden sich zahlreiche sehenswerte Felsen und Höhlen.
- Fleischhöhle bei Plech
- Saalburg mit Grotte

### Freizeit
In Plech befindet sich der Freizeitpark Fränkisches Wunderland (derzeit geschlossen; Umbau zu einem Karls Erlebnis-Dorf) und das Deutsche Kameramuseum.

## Wirtschaft und Infrastruktur

### Wirtschaft einschließlich Land- und Forstwirtschaft
2022 gab es 260 sozialversicherungspflichtig Beschäftigte am Arbeitsort, 611 sozialversicherungspflichtig Beschäftigte am Wohnort und 17 Arbeitslose. Im verarbeitenden Gewerbe gab es einen Betrieb, im Bauhauptgewerbe zwei Betriebe. 2020 bestanden 19 landwirtschaftliche Betriebe mit einer landwirtschaftlich genutzten Fläche von 686 Hektar.

### Verkehr
Plech liegt unmittelbar an der Autobahn A 9 (Anschlussstelle 46 Plech).